# 기독교 필멸주의
영혼 수면설 또는 필멸주의(Christian Mortalism, psychopannychism)는 죽음 이후에 영혼이 잠을 잔다는 급진적인 개신교의 가르침이다. 이론에 따르면, 죽은 사람은 천국에 가지 않으며, 최후의 심판, 그리고 죽은 자의 부활 때까지, 먼지에 잔다.
이 교리의 주목할만한 대표 가운데, 윌리엄 틴들, 존 밀턴, 토마스 홉스와 아이작 뉴턴이 포함되어 있다.

## 추종자들
- 여호와의증인
- 제칠일안식일예수재림교회
- 재세례파
- 감리교, 루터교, 오순절파 일부

## 참조
1. ↑  Burns, Norman T (번즈, 노먼 T.) Christian Mortalism from Tyndale to Milton, 하버드 대학, 캠브리지 197